# Dorothea (песня)
«Dorothea» (с англ. — «Доротея»; стилизовано строчными буквами) — песня американской певицы Тейлор Свифт. Вышла 11 декабря 2020 года на лейбле Republic Records в качестве восьмого трека девятого студийного альбома Evermore. Песня была написана Свифт и Аароном Десснером, а спродюсирована Десснером.
Песня рассказывает историю двух вымышленных персонажей из Тьюпело, женщины по имени Доротея и неназванного мужчины, которые были романтически связаны в юности, пока девушка не сбежала из города в Лос-Анджелес за своей страстью; «Dorothea» — это ода мужчины известной теперь голливудской актрисе, в которой он признаётся в своей любви к ней и пытается убедить её вернуться к простой жизни в родном городе. Доротея действительно приезжает в город во время зимних каникул и вновь разжигает с ним старое пламя, о чём рассказывает сама Доротея в треке «'Tis the Damn Season». В музыкальном плане «Dorothea» — это горько-сладкая песня в стиле американа, написанная с использованием бодрого пианино в стиле хонки-тонк, гитар и ударных.
8 июля 2023 года в рамках Eras Tour в Канзас-Сити Свифт исполнила «Dorothea» в качестве второй песни-сюрприза на фортепиано.

## История
Тейлор Свифт задумала свой восьмой студийный альбом Folklore как набор мифопоэтических визуальных образов в её сознании, результат её воображения, «разгулявшегося» во время пандемии COVID-19.
Она удивила анонсом альбома 23 июля 2020 года и выпустила его на следующий день. Чтобы утолить своё желание исследовать больше «фольклорные леса», которые она визуализировала в своём разуме, Свифт немедленно разработала другой альбом как убедительный аналог «Folklore», названный Evermore. «Dorothea» была одной из двух песен, которые Свифт написала для Big Red Machine, группы, состоящей из её «фольклорного» персонала Аарона Десснера и Джастина Вернона, второй была «Closure»; тем не менее, эти две песни в конечном итоге были включены в трек-лист «Evermore», где «Dorothea» заняла восьмое место. Подобно запуску Folklore, Свифт сделала неожиданное объявление о Evermore 10 декабря 2020 года и выпустил его на следующий день.

## Композиция

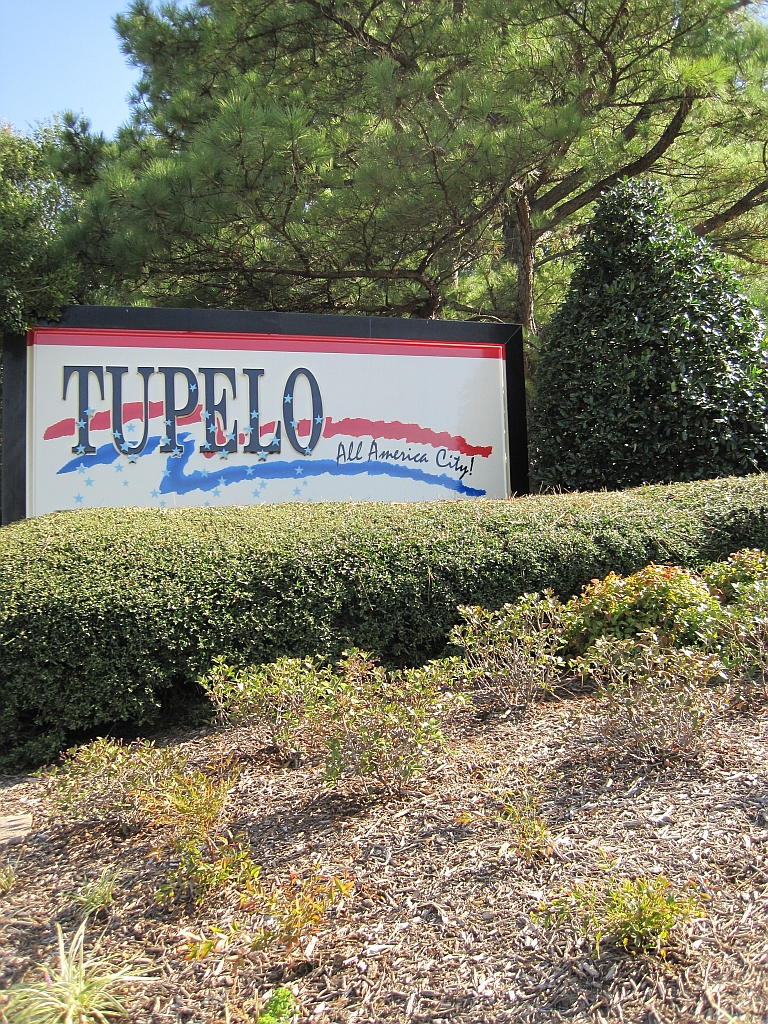
Тьюпело, штат Миссисипи, родной город героини песни.

«Dorothea» это песня в стиле американа, с хонки-тонк фортепиано, тамбурином и гитарами в сопровождении «вихревой» акустики.
В ней звучат характерные ноты нижнего регистра Свифт. Диапазон её вокала в песне — от D3 до B4. Песня написана в тональности ми мажор и имеет умеренно быстрый темп 120 ударов в минуту.
|                                                                      | Доротея, девушка, покинувшая свой маленький городок в погоне за голливудскими мечтами — и что происходит, когда она возвращается на каникулы и вновь встречает старого друга. |
| — Свифт о сюжетной линии «Dorothea» и «'Tis the Damn Season». Bustle | |

Лирически «Dorothea» и другой трек из альбома «Evermore», «'Tis the Damn Season», вместе вращаются вокруг вымышленной истории, происходящей в Тьюпело, штат Миссисипи. История состоит из двух персонажей, Доротеи и неназванного мужчины, которые были в школьные годы любовниками в их родном городе Тьюпело, пока Доротея не решила переехать в Лос-Анджелес, чтобы продолжить карьеру в Голливуде, порвав с другом, который никогда не хотел покидать свой город. Трек «Dorothea» представляет собой взгляд мужчины на его отношения с Доротеей после того, как она становится знаменитой на телевидении. Он рассказывает свои предыстории о ней, такие как пропущенный выпускной бал и чувство разлуки, и пытается убедить Доротею вернуться к простоте провинциальной жизни. Песню сравнивали с песней «Betty» из Folklore из-за того, что Свифт рассматривает мужские точки зрения. «'Tis the Damn Season» рассказана Доротеей, которая выражает свои мысли о нём, когда она возвращается в Тупело на зимние каникулы и воссоединяется с ним.
В сеансе вопросов и ответов Свифт ответила, что Доротея ходила в ту же школу, что и Бетти, Джеймс и Инес, три персонажа, названные в «Betty», хотя две сюжетные линии не пересекаются.

## Отзывы
Броди Ланкастер из газеты The Sydney Morning Herald назвал «Dorothea» «шедевром исследования характера». Критик журнала NME Ханна Милрея считает, что «Dorothea», помимо «танцующих фортепианных линий», изображает историю влюблённого человека, «которого школьная возлюбленная уехала, чтобы попытаться сделать карьеру в Голливуде», включая вокальные мелодии, напоминающие одноименный дебютный студийный альбом Taylor Swift (альбом) (2006). Энни Залески из The A.V. Club написала, что песня предназначена для тех, «кто борется с чувством, оставленным очаровательными старыми друзьями». В статье для The Guardian Алексис Петридис назвал песню «особенно яркой мелодией», которая избегает «старого кантри-клише, в котором звёзды говорят вам, что их жизнь славы и роскоши — ничто по сравнению с тёплым комфортом их старой жизни в маленьком городке», вместо этого главный герой смотрит на теперь уже известного друга и пытается убедить их вернуться к более простой жизни. Хелен Браун из The Independent сказала, что «Dorothea» заставила Свифт проскользнуть «в сознание приятеля из родного города знаменитости». Крис Уиллман из Variety описал рассказчика песни как «мёд из Тупело, который рассказывает другу детства, который уехал, и прославился тем, что её всегда ждут в родном городе», и похвалил Свифт за «эмпатическое удивление» — «каково это быть на другом конце телескопа».
Комментаторы и фанаты заметили сходство между характеристиками Доротеи и американской актрисы и певицы Селены Гомес.

## Участники записи
По данным буклета и Pitchfork
.
- Тейлор Свифт − вокал, автор
- Аарон Десснер − продюсер, автор песен, инженер звукозаписи, бас-гитара, электрогитара, акустическая гитара, фортепиано и бубен
- JT Bates — ударная установка, перкуссия, запись
- Томас Бартлетт — фортепиано, клавишные, синтезаторы, запись
- Джош Кауфман — электрогитара и акустическая гитара
- Бенджамин Ланц — модульный синтезатор
- Лаура Сиск — инженер звукозаписи
- Джонатан Лоу — сведение, инженер звукозаписи
- Грег Калби — мастеринг
- Стив Фэллон — мастеринг

## Чарты
| Чарт (2020—2021)                             | Высшая позиция |
| -------------------------------------------- | -------------- |
| Австралия (ARIA)                             | 47             |
| Канада (Billboard Canadian Hot 100)          | 34             |
| Мир (Billboard Global 200)                   | 47             |
| Португалия (AFP)                             | 173            |
| США (Billboard Hot 100)                      | 67             |
| США (Billboard Hot Rock & Alternative Songs) | 13             |
| США (Rolling Stone Top 100)                  | 40             |